# Estádio Frei Epifânio D'Abadia
O Estádio Frei Epifânio D'Abadia é um estádio de futebol localizado no município brasileiro de Imperatriz, no estado do Maranhão. Foi inaugurado em 30 de janeiro de 1966. Antes do estádio, já existia um campo de futebol no local desde, pelo menos, 1956. O local era frequentado pelo religioso católico Frei Epifânio e recebia dele atenção e cuidados, sendo conhecido  desde o início como "campo do Frei Epifânio".
Seu nome é homenagem ao religioso católico, nascido em 15/12/1916 em Badia, Itália, e falecido em Imperatriz no ano de 1982. Frei Epifânio era um frade desportista e obteve autorização da Igreja para usar calções e praticar futebol. Graças ao incentivo do Frei, o futebol era praticado por muitos jovens do Ginásio Bernardo Sayão, instituição educacional dirigida pelo Frei, e pelas comunidades das paróquias de São Francisco e Nossa Senhora de Fátima, que foram lideradas por ele.
A grafia original do nome de trabalho do religioso era Frei Epifânio da Badia (em referência à sua cidade natal).  

## Informações
O estádio esta localizado na Rua Coriolano Milhomen, no centro da cidade, possui capacidade para 10.100 pessoas e pertencente à prefeitura da cidade. Além de receber os jogos da Sociedade Imperatriz de Desportos, o principal clube de futebol da região e ITZ Sport, é palco para diversas manifestações culturais da cidade e regiões circunvizinhas.

## Reforma
No segundo semestre de 2008 teve início uma grande reforma, que proporcionou maior conforto aos torcedores, com construção de mais uma arquibancada,  instalação de cadeiras em todos os setores, placar eletrônico, além de obras de urbanização, lanchonetes, banheiros novos, melhores acessos, arquibancada principal coberta, novas instalações para TV e rádio, elevador para deficientes físicos, vestiários confortáveis com sala de aquecimento para os atletas, vestiários masculino e feminino para árbitros, acesso para ônibus, administração e uma capacidade total para cerca de 10 mil pessoas.

## Nova Estrutura
Após a nova reforma concluída em Abril de 2010, novo estádio Frei Epifânio segue todos os padrões da Confederação Brasileira de Futebol. É considerado um dos melhores e mais modernos do eixo norte/nordeste, com capacidade para cerca de 10.000 espectadores sentados em cadeiras numeradas. O estádio dispõe de vestiários, salas de aquecimento, acessibilidade para portadores de deficiência física. O sistema de iluminação é composto de 32 refletores em cada uma das quatro torres, alimentados por uma subestação elétrica em seu interior. Para o gramado, foi implantado um sistema de irrigação eletrônica e drenagem profunda.